# Bombardier strategic

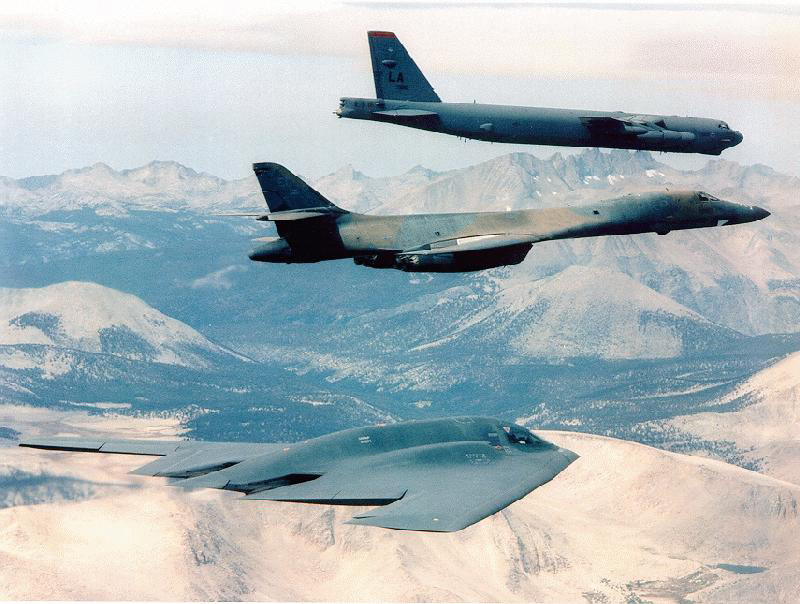
Bombardiere strategice contemporane: B-52 Stratofortress, B-1 Lancer și B-2 Spirit.

Un bombardier strategic este un avion militar de dimensiuni mari conceput pentru a lansa cantități mari de muniție asupra unor ținte îndepărtate, pentru a lovi în efortul de război al inamicului. Începând cu Războiul Rece, acestea poartă de regulă arme nucleare. Însă rolul lor de descurajare strategică a fost redus considerabil odată cu apariția rachetelor balistice intercontinentale, mult mai rapide și aproape imposibil de doborât. Spre deosebire de bombardierele tactice, care sunt folosit în luptă pentru a ataca trupe și echipament militar, bombardierele strategice zboară adânc în teritoriul inamic pentru a lovi ținte strategice, cum ar fi forțele strategice ale inamicului, fabrici, orașe. Ele pot fi desigur folosite și pentru misiuni tactice, în câmpul de luptă.

## Modele după eră

### Primul război mondial
- Zeppelin
- Gotha
- Handley Page V/1500
- Zeppelin Staaken R.VI
- Sikorsky Ilya Muromets

### Al doilea război mondial
- Avro Lancaster
- Handley Page Halifax
- Short Stirling
- B-17 Flying Fortress
- B-24 Liberator
- B-29 Superfortress

### Războiul Rece
- B-36 Peacemaker
- B-47 Stratojet
- B-52 Stratofortress
- B-58 Hustler
- FB-111A
- Handley Page Victor
- Avro Vulcan
- Vickers Valiant
- Miasișcev M-4
- Tupolev Tu-16
- Tupolev Tu-95
- Tupolev Tu-22M
- Dassault Mirage IV'

### Moderne
- B-1 Lancer
- B-2 Spirit
- B-52 Stratofortress (model H)
- Tupolev Tu-160
- Dassault Mirage 2000N